# مایکل کان
مایکل کان (به انگلیسی: Michael Kahn) تدوینگر فیلم اهل آمریکا و برنده جایزه اسکار بهترین تدوین فیلم سال ۱۹۸۱ مایکل کان تقریباً تمامی فیلم‌های استیون اسپیلبرگ را تدوین کرده‌است. نامزدی بیشترین جایزه اسکار تدوین فیلم توسط مایکل کان انجام شده‌است.

## فیلمشناسی
1. خشم (۱۹۷۲)
2. مرد مضاف (۱۹۷۲)
3. وحشیان آزاد (۱۹۷۴)
4. آخرین مبارز (۱۹۷۵)
5. بازگشت مردی به نام اسب (۱۹۷۶)
6. برخورد نزدیک از نوع سوم (۱۹۷۷)
7. ۱۹۴۱ (۱۹۷۹)
8. مهاجمان صندوق گمشده (۱۹۸۱)
9. پولترگایست (ارواح مؤدب) (۱۹۸۲)
10. ایندیانا جونز و معبد مرگ (۱۹۸۴)
11. گونیز (۱۹۸۵)
12. رنگ ارغوانی (۱۹۸۵)
13. امپراتوری خورشید (۱۹۸۷)
14. جذابیت مرگبار (جاذبه مهلک) (۱۹۸۷)
15. همیشه (۱۹۸۹)
16. ایندیانا جونز و آخرین جنگ صلیبی (۱۹۸۹)
17. قلاب (۱۹۹۱)
18. زننده (۱۹۹۳)
19. پارک ژوراسیک (۱۹۹۳)
20. فهرست شیندلر (۱۹۹۳)
21. کاسپر (۱۹۹۵)
22. آمیستاد (۱۹۹۷)
23. نجات سرباز رایان (۱۹۹۸)
24. تویستر (۱۹۹۶)
25. فراموش نشدنی (۱۹۹۹)
26. هوش مصنوعی (۲۰۰۱)
27. گزارش اقلیت (۲۰۰۲)
28. اگه میتونی منو بگیر (۲۰۰۲)
29. سکوت مطلق
30. ترمینال (۲۰۰۴)
31. بدبیاری‌ها، داستان‌های لمونی اسنیکت (۲۰۰۴)
32. مونیخ (۲۰۰۵)
33. جنگ دنیاها (۲۰۰۵)
34. ماجراهای اسپایدرویک (۲۰۰۸)
35. ایندیانا جونز و قلمرو جمجمه بلورین (۲۰۰۸)
36. شاهزاده ایران: شن‌های زمان (فیلم) (۲۰۱۰)
37. دزدان دریایی کارائیب: سوار بر امواج ناشناخته (۲۰۱۱)
38. ماجراهای تن‌تن (فیلم) (۲۰۱۱)
39. اسب جنگی (۲۰۱۱)
40. لینکلن (۲۰۱۲)